# آلفلد
آلفلد (بالألمانية: Alfeld) هي بلدة ألمانية تقع في ألمانيا في سكسونيا السفلى.

## المدن التوأمة
مدن ويكفيلد و ويكفيلد ‏ هي مدن توأمة لـآلفلد.

## أعلام
- هاينريش أدولف شرادر